# كارين آنا تشيونغ
كارين آنا تشيونغ (بالإنجليزية: Karin Anna Cheung)‏ هي مغنية مؤلفة وملحنة ومغنية وممثلة أمريكية، ولدت في 2 نوفمبر 1974 بلوس أنجلوس في الولايات المتحدة.

## وصلات خارجية
- كارين آنا تشيونغ على موقع IMDb (الإنجليزية)
- كارين آنا تشيونغ على موقع أول موفي (الإنجليزية)
- كارين آنا تشيونغ على موقع قاعدة بيانات الفيلم (الإنجليزية)